# Federico Pritsch
Federico Pritsch (Montevideo, 1987) es un comunicador, docente y cineasta uruguayo.

## Vida
Es docente y Licenciado en Ciencias de la Comunicación por la Universidad de la República (Udelar).
Actualmente trabaja en la Sección Lenguajes y Medios Audiovisuales y en la Unidad de Extensión de la Facultad de Información y Comunicación (FIC).
Su ópera prima, el documental Cometas sobre los muros, fue estrenada en 2014 en el Festival Cinematográfico Internacional del Uruguay, y estuvo en cartel en salas de Cine Universitario y Cinemateca Uruguaya, además de varias funciones especiales, como en el Instituto de Profesores Artigas y otros centros educativos y comunitarios.
Fue codirector de los cortometrajes documentales Luminaria cooperativa (2014), El trajinar del aguador (2015) y Los espejos rotos (2012) (junto a Ángel Sequeira), y del cortometraje de ficción Más allá (2010) (junto a Maximiliano Bautista).